# مصطفی شکری
مصطفی شکری (انگلیسی: Moustapha Choukri) (زاده ۱۹۴۵ - کازابلانکا) بازیکن سابق فوتبال اهل مراکش است.
وی عضو تیم ملی فوتبال مراکش در جام جهانی فوتبال ۱۹۷۰ بوده است.